# Austal Ships
Austal Ships er et australsk skibsværft grundlagt i 1988, som producer katamaranfærger og andre skibstyper.
Austal har bygget bl.a. bygget skibe for de danske selskab BornholmerFærgen A/S; Villum Clausen (2000) som en af verdens hurtigste katamaranfærger[kilde mangler] og Leonora Christina (2011), som er en af verdens største katamaranfærger[kilde mangler].